# Greymouth
Greymouth (IPA:ˈɡreɪmaʊθ, en lengua maorí: Māwhera) es la mayor población de la región de la Costa Oeste de la Isla Sur de Nueva Zelanda y la sede del Consejo del Distrito de Grey. La población total del Distrito de Grey es de 13 850 habitantes, lo que representa el 42 % de la población de la región de la Costa Oeste.

## Ubicación
La ciudad se encuentra en la desembocadura del río Grey, en una estrecha llanura costera a los pies de los Alpes Meridionales. En los días claros, se ve el monte Cook desde la parte sur de la población, a la que el río Grey divide en tres zonas: Blaketown, cerca de la desembocadura del río en la orilla sur; Karoro, al suroeste y separado de la ciudad por una serie de lagos y Cobden, que anteriormente era un pueblo independiente en la orilla norte del río.
Por Greymouth pasa la carretera estatal 6, que conecta la ciudad con Hokitika, hacia el sur, y con Westport, hacia el norte. La carretera estatal 7 termina en Greymouth, donde también acaba el conocido y pintoresco tren TranzAlpine.